# Epiminguia
Epiminguia, jedno od plemena s rijeke Mississippi. Spominje ih Coxe, (Carolana, 11, 1741); možda su pripadali Quapawima, porodica siouan.